# The 3rd and the Mortal
The 3rd and the Mortal ist eine norwegische Band.

## Geschichte
Die Band wurde 1992 von Rune Hoemsnes, Finn Olav Holthe, Geir Nilssen, Trond Engum und Kari Rueslåtten gegründet. 1993 kam eine erste EP mit dem Namen Sorrow auf den Markt. Das Debütalbum der Band, Tears Laid in Earth, erschien 1994. Im Folgejahr verließ Rueslåtten dann The 3rd and the Mortal und wurde durch Ann-Marie Edvardsen ersetzt. 1996 erschien Painting on Glass, gefolgt von In This Room, aus dem die Single Stream ausgekoppelt wurde, im Jahr danach. 1998 zog sich die Band dann für einige Jahre aus der Öffentlichkeit zurück und veröffentlichte 2002 ein neues Album, Memoirs, mit Aufnahmen, die sie in den vorhergehenden Jahren gemacht hatte. 2004 erschien eine Kompilation unter dem Namen EP’s & Rarities, welche die EPs Sorrow und Nightswan, die B-Seite der Stream-Single sowie den Bonustitel der Japan-Edition von In This Room in sich vereinte. Das letzte Lebenszeichen vor einer langen Pause war die EP Project Bluebook von 2005, die neben zwei neuen Studioaufnahmen von August/September 2003 eine Live-Improvisation von 1998 sowie vier Live-Aufnahmen der Europa-Tournee 2002 enthält.
Von 2005 bis 2024 war die Band inaktiv. In den Jahren 2025 und 2026 gehen die Gründungsmitglieder auf eine Reunion-Tour, auf der Material von Sorrow und Tears Laid in Earth aufgeführt wird. Dabei besuchen sie das Ecosystemic Festival in Riga und das Midgardsblot Festival am Oslofjord, gefolgt von drei Shows in Südamerika.

## Stil
Die Band gilt als wegweisender Initiator und häufig imitierte Blaupause für den Atmospheric Doom. Als stilprägend erwies sich das Debüt Tears Laid in Earth und die vorausgegangene EP Sorrow aus den Jahren 1993 und 1994.
Im von Ovl. Svithjod von In the Woods… herausgegebenen A 1000 Years.. ...of lost pride and dignity wurde der Klang ihrer EP Sorrow als „mittelalterlich auf Rock-Basis“ beschrieben; die Band scheine außerdem Einflüsse der norwegischen Folklore zu verarbeiten.

## Diskografie
- 1993: Sorrow (EP)
- 1994: Tears Laid in Earth (CD)
- 1995: Nightswan (EP)
- 1996: Painting on Glass (CD)
- 1997: Stream (CD-Single)
- 1997: In This Room (CD)
- 2002: Memoirs (CD)
- 2004: EP’s & Rarities (CD)
- 2005: Project Bluebook (EP)